# Thomas Edward Bowdich

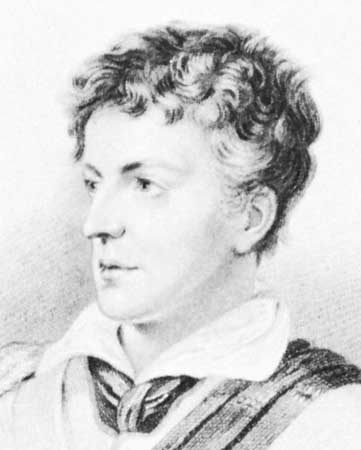
Thomas Edward Bowdich

Thomas Edward Bowdich (* 20. Juni 1791 in Bristol; † 10. Januar 1824 bei Bathurst) war ein britischer Abenteurer, Autor und Zoologe.
Durch die Unterstützung seines Onkels J. Hope-Smith, dem Gouverneur der britischen Gold Coast-Siedlungen, erhielt er eine Anstellung als Sekretär in den Diensten der African Company of Merchants und wurde 1814 nach Cape Coast geschickt. 1817, nur drei Jahre später, wurde er zusammen mit zwei Kollegen nach Kumasi zum König von Aschanti auf eine Mission entsandt, deren Ziel die Sicherung der britischen Kontrolle über die Einwohner der Küste war. Besonders durch das diplomatische Geschick von Thomas Edward Bowdich konnte sie erfolgreich abgeschlossen werden. 1818 kehrte Bowdich nach England zurück und veröffentlichte ein Jahr später den Bericht über seine Mission Mission from Cape Coast Castle to Ashantee, &c. und seine Beobachtungen in Kumasi. Seine afrikanische Sammlung schenkte er dem Britischen Museum. Bowdich attackierte öffentlich die Leitung des Afrikanischen Komitees. Seine Ratschläge waren grundlegend bei der Übernahme der direkten Kontrolle über die Goldküste durch die britische Regierung.
Bowdich lebte von 1820 bis 1822 in Paris, wo er Mathematik und Naturwissenschaften studierte. Er hatte ein vertrautes Verhältnis zu Georges Cuvier, Freiherr von Humboldt und anderen Naturwissenschaftlern. Während seines Aufenthalts in Frankreich schrieb Bowdich neben diversen Werken über Afrika auch wissenschaftliche Arbeiten. Aus zoologischer Sicht sein bedeutendstes Werk war An analysis of the natural classifications of Mammalia, for the use of students and travelers, in dem er drei systematische Gruppen der Säugetiere als zusammengehörig erkannte und ihre Merkmale beschrieb: die Raubtiere (Carnivora), Nagetiere (Rodentia) und Insektenfresser (Insectivora).
Am 10. Januar 1824 starb er an Malaria bei einer Landvermessung im heutigen Gambia. Seine Ehefrau war die Naturkundlerin, Autorin und Illustratorin Sarah Bowdich Lee (1791–1856).

## Werke

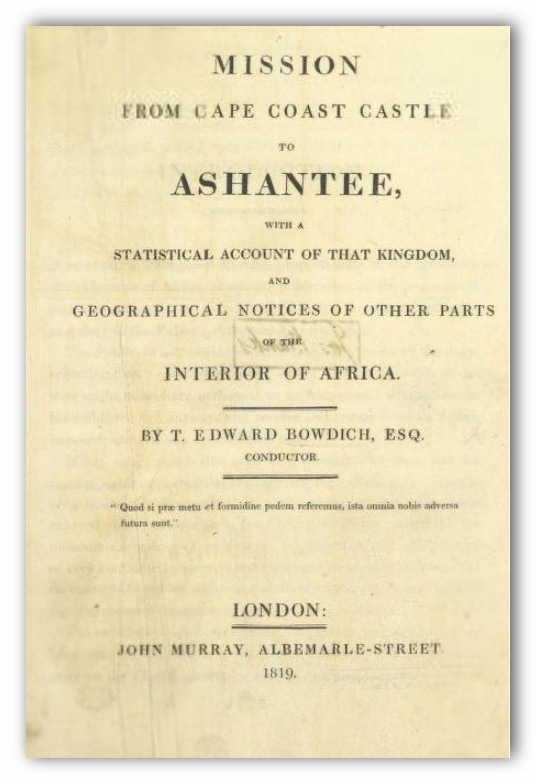
Titelseite (1819)

- Mission from Cape Coast Castle to Ashantee (London 1819)
- An analysis of the natural classifications of Mammalia, for the use of students and travelers (Paris, 1821)
- An Account of the Discoveries of the Portuguese in … Angola and Mozambique (London, 1824)
- Excursions in Madeira and Porto Santo … to which is added a Narrative of the Continuance of the Voyage to its Completion (London, 1825)

| Personendaten    | Personendaten                            |
| ---------------- | ---------------------------------------- |
| NAME             | Bowdich, Thomas Edward                   |
| ALTERNATIVNAMEN  | Bowdich, T.E.                            |
| KURZBESCHREIBUNG | britischer Abenteurer, Autor und Zoologe |
| GEBURTSDATUM     | 20. Juni 1791                            |
| GEBURTSORT       | Bristol                                  |
| STERBEDATUM      | 10. Januar 1824                          |
| STERBEORT        | Banjul                                   |